# Skilanglauf-Marathon-Cup 2004/05
Der Skilanglauf-Marathon-Cup 2004/05 war eine vom Weltskiverband FIS ausgetragene Wettkampfserie im Skilanglauf, die am 12. Dezember 2004 mit dem La Sgambeda begann und am 19. März 2005 mit dem Birkebeinerrennet endete. Die Wettbewerbe wurden im Rahmen der Euroloppet-Serie bzw. Worldloppet-Serie veranstaltet. Die Gesamtwertung bei den Männern gewann Stanislav Řezáč. Bei den Frauen wurde wie im Vorjahr Cristina Paluselli in der Gesamtwertung erste.

## Männer

### Resultate
| 1. Skilanglauf-Marathon-Cup in Livigno – La Sgambeda | 1. Skilanglauf-Marathon-Cup in Livigno – La Sgambeda | 1. Skilanglauf-Marathon-Cup in Livigno – La Sgambeda | 1. Skilanglauf-Marathon-Cup in Livigno – La Sgambeda | 1. Skilanglauf-Marathon-Cup in Livigno – La Sgambeda |
| ---------------------------------------------------- | ---------------------------------------------------- | ---------------------------------------------------- | ---------------------------------------------------- | ---------------------------------------------------- |
| Datum                                                | Disziplin                                            | Erster Platz                                         | Zweiter Platz                                        | Dritter Platz                                        |
| 12. Dezember 2004                                    | 42 km Freistil                                       | Gianantonio Zanetel                                  | Roberto De Zolt Ponte                                | Ivan Margaroli                                       |

| 2. Skilanglauf-Marathon-Cup in Liberec – Isergebirgslauf | 2. Skilanglauf-Marathon-Cup in Liberec – Isergebirgslauf | 2. Skilanglauf-Marathon-Cup in Liberec – Isergebirgslauf | 2. Skilanglauf-Marathon-Cup in Liberec – Isergebirgslauf | 2. Skilanglauf-Marathon-Cup in Liberec – Isergebirgslauf |
| -------------------------------------------------------- | -------------------------------------------------------- | -------------------------------------------------------- | -------------------------------------------------------- | -------------------------------------------------------- |
| Datum                                                    | Disziplin                                                | Erster Platz                                             | Zweiter Platz                                            | Dritter Platz                                            |
| 9. Januar 2005                                           | 50 km klassisch                                          | Karl Gunnar Skjønsfjell                                  | Raul Olle                                                | Stanislav Řezáč                                          |

| 3. Skilanglauf-Marathon-Cup im Val di Fiemme und Val di Fassa – Marcialonga | 3. Skilanglauf-Marathon-Cup im Val di Fiemme und Val di Fassa – Marcialonga | 3. Skilanglauf-Marathon-Cup im Val di Fiemme und Val di Fassa – Marcialonga | 3. Skilanglauf-Marathon-Cup im Val di Fiemme und Val di Fassa – Marcialonga | 3. Skilanglauf-Marathon-Cup im Val di Fiemme und Val di Fassa – Marcialonga |
| --------------------------------------------------------------------------- | --------------------------------------------------------------------------- | --------------------------------------------------------------------------- | --------------------------------------------------------------------------- | --------------------------------------------------------------------------- |
| Datum                                                                       | Disziplin                                                                   | Erster Platz                                                                | Zweiter Platz                                                               | Dritter Platz                                                               |
| 30. Januar 2005                                                             | 70 km klassisch                                                             | Stanislav Řezáč                                                             | Gianantonio Zanetel                                                         | Marco Cattaneo                                                              |

| 4. Skilanglauf-Marathon-Cup in Oberammergau – König-Ludwig-Lauf | 4. Skilanglauf-Marathon-Cup in Oberammergau – König-Ludwig-Lauf | 4. Skilanglauf-Marathon-Cup in Oberammergau – König-Ludwig-Lauf | 4. Skilanglauf-Marathon-Cup in Oberammergau – König-Ludwig-Lauf | 4. Skilanglauf-Marathon-Cup in Oberammergau – König-Ludwig-Lauf |
| --------------------------------------------------------------- | --------------------------------------------------------------- | --------------------------------------------------------------- | --------------------------------------------------------------- | --------------------------------------------------------------- |
| Datum                                                           | Disziplin                                                       | Erster Platz                                                    | Zweiter Platz                                                   | Dritter Platz                                                   |
| 6. Februar 2005                                                 | 55 km klassisch                                                 | Stanislav Řezáč                                                 | Oskar Svärd                                                     | Gianantonio Zanetel                                             |

| 5. Skilanglauf-Marathon-Cup in Hayward – American Birkebeiner | 5. Skilanglauf-Marathon-Cup in Hayward – American Birkebeiner | 5. Skilanglauf-Marathon-Cup in Hayward – American Birkebeiner | 5. Skilanglauf-Marathon-Cup in Hayward – American Birkebeiner | 5. Skilanglauf-Marathon-Cup in Hayward – American Birkebeiner |
| ------------------------------------------------------------- | ------------------------------------------------------------- | ------------------------------------------------------------- | ------------------------------------------------------------- | ------------------------------------------------------------- |
| Datum                                                         | Disziplin                                                     | Erster Platz                                                  | Zweiter Platz                                                 | Dritter Platz                                                 |
| 26. Februar 2005                                              | 52 km Freistil                                                | Marco Cattaneo                                                | Pierluigi Costantin                                           | Ivan Margaroli                                                |

| 6. Skilanglauf-Marathon-Cup in Sälen – Wasalauf | 6. Skilanglauf-Marathon-Cup in Sälen – Wasalauf | 6. Skilanglauf-Marathon-Cup in Sälen – Wasalauf | 6. Skilanglauf-Marathon-Cup in Sälen – Wasalauf | 6. Skilanglauf-Marathon-Cup in Sälen – Wasalauf |
| ----------------------------------------------- | ----------------------------------------------- | ----------------------------------------------- | ----------------------------------------------- | ----------------------------------------------- |
| Datum                                           | Disziplin                                       | Erster Platz                                    | Zweiter Platz                                   | Dritter Platz                                   |
| 6. März 2005                                    | 90 km klassisch Massenstart                     | Oskar Svärd                                     | Martin Larsson                                  | Jörgen Aukland                                  |

| 7. Skilanglauf-Marathon-Cup in Samedan – Engadin Skimarathon | 7. Skilanglauf-Marathon-Cup in Samedan – Engadin Skimarathon | 7. Skilanglauf-Marathon-Cup in Samedan – Engadin Skimarathon | 7. Skilanglauf-Marathon-Cup in Samedan – Engadin Skimarathon | 7. Skilanglauf-Marathon-Cup in Samedan – Engadin Skimarathon |
| ------------------------------------------------------------ | ------------------------------------------------------------ | ------------------------------------------------------------ | ------------------------------------------------------------ | ------------------------------------------------------------ |
| Datum                                                        | Disziplin                                                    | Erster Platz                                                 | Zweiter Platz                                                | Dritter Platz                                                |
| 13. März 2005                                                | 42 km Freistil                                               | Gion Andrea Bundi                                            | Pietro Piller Cottrer                                        | Markus Hasler                                                |

| 8. Skilanglauf-Marathon-Cup in Rena – Birkebeinerrennet | 8. Skilanglauf-Marathon-Cup in Rena – Birkebeinerrennet | 8. Skilanglauf-Marathon-Cup in Rena – Birkebeinerrennet | 8. Skilanglauf-Marathon-Cup in Rena – Birkebeinerrennet | 8. Skilanglauf-Marathon-Cup in Rena – Birkebeinerrennet |
| ------------------------------------------------------- | ------------------------------------------------------- | ------------------------------------------------------- | ------------------------------------------------------- | ------------------------------------------------------- |
| Datum                                                   | Disziplin                                               | Erster Platz                                            | Zweiter Platz                                           | Dritter Platz                                           |
| 19. März 2005                                           | 54 km klassisch                                         | Stanislav Řezáč                                         | Odd-Bjørn Hjelmeset                                     | Jerry Ahrlin                                            |

### Gesamtwertung
| Rang | Name                    | Punkte |
| ---- | ----------------------- | ------ |
| 001. | Stanislav Řezáč         | 385    |
| 02.  | Marco Cattaneo          | 335    |
| 03.  | Gianantonio Zanetel     | 319    |
| 04.  | Pierluigi Costantin     | 294    |
| 05.  | Oskar Svärd             | 286    |
| 06.  | Silvio Fauner           | 195    |
| 07.  | Ivan Margaroli          | 186    |
| 08.  | Jörgen Aukland          | 174    |
| 09.  | Karl Gunnar Skjønsfjell | 155    |
| 10.  | Raul Olle               | 152    |
| 11.  | Roberto De Zolt Ponte   | 146    |
| 12.  | Håvard Skorstad         | 114    |
| 13.  | Anders Hallingstad      | 108    |
| 14.  | Jerry Ahrlin            | 105    |

| Rang | Name                  | Punkte |
| ---- | --------------------- | ------ |
| 15.  | Gion Andrea Bundi     | 100    |
| 16.  | Daniel Tynell         | 90     |
| 17.  | Juan Jesus Gutierrez  | 90     |
| 18.  | Rune Torseth          | 84     |
| 19.  | Pietro Piller Cottrer | 80     |
| 19.  | Martin Larsson        | 80     |
| 19.  | Odd-Bjørn Hjelmeset   | 80     |
| 22.  | Anders Palmer         | 77     |
| 23.  | Mattias Svahn         | 72     |
| 24.  | Erik Eriksson         | 68     |
| 25.  | Henrik Eriksson       | 66     |
| 26.  | Markus Hasler         | 60     |
| 27.  | Tullio Grandelis      | 59     |
| 28.  | Rikard Hegglund       | 52     |

| Rang | Name                | Punkte |
| ---- | ------------------- | ------ |
| 29.  | Leif Zimmermann     | 50     |
| 29.  | Tobias Langberg     | 50     |
| 29.  | Martin Koukal       | 50     |
| 32.  | Ludovic Vandel      | 45     |
| 33.  | Maurizio Pozzi      | 40     |
| 33.  | Patrik Mächler      | 40     |
| 33.  | Staffan Larsson     | 40     |
| 33.  | Magnus Jonsson      | 40     |
| 33.  | Ivan Babikov        | 40     |
| 38.  | Michael T. Lewis    | 36     |
| 38.  | Christian Hoffmann  | 36     |
| 40.  | Gerhard Urain       | 32     |
| 40.  | Tord Asle Gjerdalen | 32     |
| 40.  | Eli Enman           | 32     |

## Frauen

### Resultate
| 1. Skilanglauf-Marathon-Cup in Livigno – La Sgambeda | 1. Skilanglauf-Marathon-Cup in Livigno – La Sgambeda | 1. Skilanglauf-Marathon-Cup in Livigno – La Sgambeda | 1. Skilanglauf-Marathon-Cup in Livigno – La Sgambeda | 1. Skilanglauf-Marathon-Cup in Livigno – La Sgambeda |
| ---------------------------------------------------- | ---------------------------------------------------- | ---------------------------------------------------- | ---------------------------------------------------- | ---------------------------------------------------- |
| Datum                                                | Disziplin                                            | Erster Platz                                         | Zweiter Platz                                        | Dritter Platz                                        |
| 12. Dezember 2004                                    | 42 km Freistil                                       | Lara Peyrot                                          | Cristina Paluselli                                   | Sofia Lind                                           |

| 2. Skilanglauf-Marathon-Cup in Liberec – Isergebirgslauf | 2. Skilanglauf-Marathon-Cup in Liberec – Isergebirgslauf | 2. Skilanglauf-Marathon-Cup in Liberec – Isergebirgslauf | 2. Skilanglauf-Marathon-Cup in Liberec – Isergebirgslauf | 2. Skilanglauf-Marathon-Cup in Liberec – Isergebirgslauf |
| -------------------------------------------------------- | -------------------------------------------------------- | -------------------------------------------------------- | -------------------------------------------------------- | -------------------------------------------------------- |
| Datum                                                    | Disziplin                                                | Erster Platz                                             | Zweiter Platz                                            | Dritter Platz                                            |
| 9. Januar 2005                                           | 50 km klassisch                                          | Cristina Paluselli                                       | Sofia Lind                                               | Lara Peyrot                                              |

| 3. Skilanglauf-Marathon-Cup im Val di Fiemme und Val di Fassa – Marcialonga | 3. Skilanglauf-Marathon-Cup im Val di Fiemme und Val di Fassa – Marcialonga | 3. Skilanglauf-Marathon-Cup im Val di Fiemme und Val di Fassa – Marcialonga | 3. Skilanglauf-Marathon-Cup im Val di Fiemme und Val di Fassa – Marcialonga | 3. Skilanglauf-Marathon-Cup im Val di Fiemme und Val di Fassa – Marcialonga |
| --------------------------------------------------------------------------- | --------------------------------------------------------------------------- | --------------------------------------------------------------------------- | --------------------------------------------------------------------------- | --------------------------------------------------------------------------- |
| Datum                                                                       | Disziplin                                                                   | Erster Platz                                                                | Zweiter Platz                                                               | Dritter Platz                                                               |
| 30. Januar 2005                                                             | 70 km klassisch                                                             | Cristina Paluselli                                                          | Lara Peyrot                                                                 | Daria Gaiazova                                                              |

| 4. Skilanglauf-Marathon-Cup in Oberammergau – König-Ludwig-Lauf | 4. Skilanglauf-Marathon-Cup in Oberammergau – König-Ludwig-Lauf | 4. Skilanglauf-Marathon-Cup in Oberammergau – König-Ludwig-Lauf | 4. Skilanglauf-Marathon-Cup in Oberammergau – König-Ludwig-Lauf | 4. Skilanglauf-Marathon-Cup in Oberammergau – König-Ludwig-Lauf |
| --------------------------------------------------------------- | --------------------------------------------------------------- | --------------------------------------------------------------- | --------------------------------------------------------------- | --------------------------------------------------------------- |
| Datum                                                           | Disziplin                                                       | Erster Platz                                                    | Zweiter Platz                                                   | Dritter Platz                                                   |
| 6. Februar 2005                                                 | 55 km klassisch                                                 | Cristina Paluselli                                              | Sofia Lind                                                      | Irina Nafranovich                                               |

| 5. Skilanglauf-Marathon-Cup in Hayward – American Birkebeiner | 5. Skilanglauf-Marathon-Cup in Hayward – American Birkebeiner | 5. Skilanglauf-Marathon-Cup in Hayward – American Birkebeiner | 5. Skilanglauf-Marathon-Cup in Hayward – American Birkebeiner | 5. Skilanglauf-Marathon-Cup in Hayward – American Birkebeiner |
| ------------------------------------------------------------- | ------------------------------------------------------------- | ------------------------------------------------------------- | ------------------------------------------------------------- | ------------------------------------------------------------- |
| Datum                                                         | Disziplin                                                     | Erster Platz                                                  | Zweiter Platz                                                 | Dritter Platz                                                 |
| 26. Februar 2005                                              | 52 km Freistil                                                | Lara Peyrot                                                   | Cristina Paluselli                                            | Brooke Baughman                                               |

| 6. Skilanglauf-Marathon-Cup in Sälen – Wasalauf | 6. Skilanglauf-Marathon-Cup in Sälen – Wasalauf | 6. Skilanglauf-Marathon-Cup in Sälen – Wasalauf | 6. Skilanglauf-Marathon-Cup in Sälen – Wasalauf | 6. Skilanglauf-Marathon-Cup in Sälen – Wasalauf |
| ----------------------------------------------- | ----------------------------------------------- | ----------------------------------------------- | ----------------------------------------------- | ----------------------------------------------- |
| Datum                                           | Disziplin                                       | Erster Platz                                    | Zweiter Platz                                   | Dritter Platz                                   |
| 6. März 2005                                    | 90 km klassisch Massenstart                     | Sofia Lind                                      | Ulrica Persson                                  | Cristina Paluselli                              |

| 7. Skilanglauf-Marathon-Cup in Samedan – Engadin Skimarathon | 7. Skilanglauf-Marathon-Cup in Samedan – Engadin Skimarathon | 7. Skilanglauf-Marathon-Cup in Samedan – Engadin Skimarathon | 7. Skilanglauf-Marathon-Cup in Samedan – Engadin Skimarathon | 7. Skilanglauf-Marathon-Cup in Samedan – Engadin Skimarathon |
| ------------------------------------------------------------ | ------------------------------------------------------------ | ------------------------------------------------------------ | ------------------------------------------------------------ | ------------------------------------------------------------ |
| Datum                                                        | Disziplin                                                    | Erster Platz                                                 | Zweiter Platz                                                | Dritter Platz                                                |
| 13. März 2005                                                | 42 km Freistil                                               | Natascia Leonardi Cortesi                                    | Karine Laurent Philippot                                     | Seraina Boner                                                |

| 8. Skilanglauf-Marathon-Cup in Rena – Birkebeinerrennet | 8. Skilanglauf-Marathon-Cup in Rena – Birkebeinerrennet | 8. Skilanglauf-Marathon-Cup in Rena – Birkebeinerrennet | 8. Skilanglauf-Marathon-Cup in Rena – Birkebeinerrennet | 8. Skilanglauf-Marathon-Cup in Rena – Birkebeinerrennet |
| ------------------------------------------------------- | ------------------------------------------------------- | ------------------------------------------------------- | ------------------------------------------------------- | ------------------------------------------------------- |
| Datum                                                   | Disziplin                                               | Erster Platz                                            | Zweiter Platz                                           | Dritter Platz                                           |
| 19. März 2005                                           | 54 km klassisch                                         | Cristina Paluselli                                      | Annmari Viljanmaa                                       | Sofia Lind                                              |

### Gesamtwertung
| Rang | Name                      | Punkte |
| ---- | ------------------------- | ------ |
| 1.   | Cristina Paluselli        | 656    |
| 2.   | Lara Peyrot               | 475    |
| 3.   | Sofia Lind                | 380    |
| 4.   | Irina Nafranovich         | 161    |
| 5.   | Natascia Leonardi Cortesi | 100    |
| 6.   | Marianne Vlasveld         | 82     |
| 7.   | Ulrica Persson            | 80     |

| Rang | Name                     | Punkte |
| ---- | ------------------------ | ------ |
| 7.   | Karine Laurent Philippot | 80     |
| 7.   | Annmari Viljanmaa        | 80     |
| 10.  | Kateřina Smutná          | 76     |
| 11.  | Brooke Baughman          | 60     |
| 11.  | Seraina Boner            | 60     |
| 13.  | Irene Eder               | 50     |
| 13.  | Dorota Dziadkowiec       | 50     |

| Rang | Name                 | Punkte |
| ---- | -------------------- | ------ |
| 13.  | Anna Santer          | 50     |
| 13.  | Ingrid Aas           | 50     |
| 17.  | Kate Underwood       | 45     |
| 17.  | Alessandra Rigamonti | 45     |
| 17.  | Li Hongxue           | 45     |
| 17.  | Ursina Badilatti     | 45     |